# Model ecològic de Bronfenbrenner i Belsky
El model ecològic de Bronfenbrenner i Belsky és una teoria social proposada per Urie Bronfenbrenner i Belsky que considera que un individu que immers en sistemes a través dels quals s'interacciona. Determina i descriu aquests sistemes ecològics, que anomena microsistema, masosistema, exosistema i macrosistema.

## Microsistema
Entorns immediats del subjecte, com el context familiar i l'escolar.
La família és l'espai central de la socialització on s'adquireixen els primers models, s'estructuren les primeres relacions socials i les primeres expectatives bàsiques d'allò que s'espera d'un mateix i dels altres. Per exemple, quan la violència sorgeix en aquest context, pot provocar que els infants i joves reprodueixin els patrons viscuts quan interaccionen amb l'entorn exterior. Molts d'aquests nois i noies desconeixen formes de relació que no siguin mitjançant la violència i així, les seves relacions acaben per deteriorar-se.
L'escola és una espai on els menors de setze anys hi passen la major part del dia, on a més d'adquirir gran part dels aprenentatges significatius per les seves pròpies vides, participaran en molts espais d'interrelació entre iguals que els ajudaran a crear una imatge de la realitat.

## Masosistema
Segons ells, són les relacions que s'estableixen entre els diferents entorns immediats del subjecte. Exemple: relació entre la família i l'escola.

## Exosistema
Organització del medi en el que viu el subjecte: sistema econòmic, polític i mitjans de comunicació. El medi influeix en els subjectes d'una manera implícita, per exemple, una exposició incontrolada i constant a la violència deriva en la normalització de la mateixa i en l'assumpció de que sigui vàlida i efectiva.

## Macrosistema
Estructura social, cultural, creences i actituds de la societat. A través de costums, creences i actituds socials es pot promoure tant la violència, la pau, etc.